# シャーマンキングFLOWERS
『シャーマンキングFLOWERS』（シャーマンキングフラワーズ）は、武井宏之による日本の漫画作品。『ジャンプ改』（集英社）において、2012年創刊号より同誌が2014年11月号で休刊するまで連載された。
武井が『週刊少年ジャンプ』（同社）で連載していた漫画、『シャーマンキング』の続編である。連載前に前作のファンブック『マンタリテ』に前身となる読み切りが掲載された。
本作の続編となる『SHAMAN KING THE SUPER STAR』（シャーマンキング ザ スーパースター）及び『SHAMAN KING YARD』（シャーマンキング ヤード）についても本項で扱う。

## 概要
麻倉葉と恐山アンナの息子・麻倉花を主人公に据えた物語。
前作の完全版の刊行終了後、2009年6月に発売されたファンブック『マンタリテ』にて前身となる『フラワーズ〜花の時代〜』（フラワーズ〜はなのじだい〜）が掲載されるが、その時点では今後続くかどうかなどの予定などは告知されないままであった。
その後、約2年の時を経て2011年11月から2012年3月まで、主要キャラクターの過去を描いた読切連作『シャーマンキング0』（シャーマンキングゼロ、以下『0』と表記）が掲載された後、同年4月より続編である本作の連載が開始された。なお、『0』は本作の連載の合間にも不定期に掲載されていた。
また、武井の他作品『ユンボル-JUMBOR-』・『機巧童子ULTIMO』がポスターなどで登場したり、読切作品『ヤハべえ』・『デスゼロ』のキャラクターも登場している。
『ジャンプ改』休刊に伴い終了した後、2018年にシリーズごと講談社に移籍（これに伴い、以降の作品は英語表記の『SHAMAN KING』に変更）。『少年マガジンエッジ』2018年5月号に「SHAMAN KING 新章プロローグ」が掲載され、同年6月号より『SHAMAN KING THE SUPER STAR』が連載された。2023年11月号で同誌は休刊となり、2024年8月24日より『マガジンポケット』にて連載が再開された。その後、同年11月23日に『SHAMAN KING THE SUPER STAR』の連載は終了。今後、その続編である『SHAMAN KING YARD』の連載が予定されている。
『少年マガジンエッジ』では本作で描かれる「フラワーオブメイズ」にも関わる外伝作品『SHAMAN KING レッドクリムゾン』『SHAMAN KING マルコス』も連載された（外伝作品の書誌情報などは「シャーマンキング」を参照）。
2021年7月より、講談社から『シャーマンキングFLOWERS』の単行本が発売。2024年1月より『SHAMAN KING FLOWERS』のタイトルでアニメ化が行われた。

## あらすじ
ふんばりが丘に住む中学生、麻倉花はシャーマンの名門麻倉家の次期当主。しかしその才能を生かす場がないことから、鬱屈とした日々を送っていた。
そんな中、彼の前に2人の刺客が現れる。葉羽と路菓、かつて歴史の闇に消えたもう一つの麻倉家「裏・麻倉家」の末裔との出会いをきっかけに、新たな戦い「フラワーオブメイズ」が始まる。

## 登場人物
声の項はテレビアニメ版の声優。

### 主要人物
麻倉 花（あさくら はな）
声 - 日笠陽子
2000年8月15日生まれ。A型。好物はカレーまん。趣味は園芸。
本作の主人公。麻倉葉と麻倉アンナ（旧姓・恐山）夫妻の息子にして、現在のシャーマンキングであるハオの甥。「チームハオ」大将。森羅学園2年A組に在学しているが、周囲から浮いており友達はいない。
両親の才能を受け継ぎ、幼少の時点で憑依合体はもちろんO.Sをも会得しているが、戦う相手がいない上（せいぜい不良とのケンカで憑依合体をする程度）、養母のたまおからは「霊禁止」を命じられ、その力を持て余している。
実は、生まれて間もない頃に両親共々紛争地域で攻撃に巻き込まれて死亡しており、ハオに蘇生されている。その際、後のF.O.M開催を見越したハオによって鬼を仕込まれ、命の危機に呼応してその力が暴走し、鬼を纏った異形の姿になる。
持霊は阿弥陀丸。フツノミタマノツルギを媒介に甲縛式O.S鬼兜を使う。鬼兜は、衝撃を吸収する構造の防御形態「鎧」と、そこから衝撃を吸収することで変化する攻撃形態「剛」の2形態を持つ、形を変えるO.S。才能はあるものの、現段階でのシャーマンとしての能力は未だ未熟。阿弥陀丸の剣術「阿弥陀流」に独自のアレンジを加えた「オレ流」の剣術を使う。NTにより高次元の自分自身（ハイヤーセルフ）と融合しファイヤーセルフとなる。
なおいくつかのプロフィールで2000年8月15日生まれと表記されており、これでは前作シャーマンファイト中に生まれたことになる。しかしマンタリテなどで前作のシャーマンファイト中の時間経過について「冷静に日数を数えたら2001年に突入しているのはおかしい。2000年1月に終了しているはず」とのインタビューがあるためそちらに合わせて計算したものと思われる。
阿弥陀丸（あみだまる）
声 - 小西克幸
侍の霊。花の父である葉の持霊となり、前作において葉とともにシャーマンファイト(S.F.)を戦った。元々は人間霊であったが、前作での戦いの中で刀の精霊へ進化を遂げた。
葉の息子である花のお目付け役も兼ねて持霊となっているが、喧嘩でシャーマンの力を使う花を抑えることができず、後で一緒にたまおに叱られるなど、苦労が絶えない。路華との戦いで石化し、YVSに回収される。その後、ブラックメイデンの手に渡り、ダレモイネ側についた葉に返還された。
闇鬼
花が瀕死状態になると出現する鬼の霊。花を守るためハオが花の中に仕込んだ。人間であった頃の名は大太郎。前作にてハオは人間の友だちがいたことは一度もない、と主張していたが千年前のハオの同門の兄弟子であり初めての友人である。ハオの読心能力を知ってもあっさり受け入れている。師匠の手によって人工的に式神大太郎法師に変えられる。イケオニになるとハオでも制御することはできない。黽は「ダイダラ」と呼んでいた。ハオが集めた過去1000年の間に支配者に騙されて戦場へ赴き死んだ幾万もの兵士たちの霊千年士魂（ウラミアーミー）と共に戦う。
アルミ・ニウムバーチ
声 - 上坂すみれ
2000年4月11日生まれ。B型。好物はチョコバナナクレープ。趣味は銀細工。
花の許嫁を名乗る、八重歯が特徴的な褐色の肌の少女。「チームハオ」総監督。パッチ十祭司シルバの娘で、L.A.在住の初代アンナ（仏ゾーン）の一番弟子「三代目イタコのアンナ」。
葉羽、路菓の姉弟に殺されかかっていた花の前に現れ、後日葉羽と同日に森羅学園2年A組に転入する。花とは幼少の頃から対面していたことがあり、花はそのことを忘れかけていたが、羊介と激闘している間にようやく思い出す。
性格は一見明るく見えるが（たまおや他人の前では愛想が良く）、怒ると口調が乱暴になることもあり、花が葉羽と交際していると勘違いして激怒しながら嫉妬する側面も露見される。あくまでも部外者から欺くための芝居で、実際の仕草は花の母・アンナ（二代目）に似ており、幼少の頃に羊介から花に救われたことにより、彼に対する愛情が生まれたことがきっかけで、花を守ろうとしている。また、ハオによって鬼と化した花の暴走を止める役割も果たす。
持霊はシルバから受け継いだ5体の精霊たちシルバーアームズで、彼らのO.Sを身体の各部に装着した鎧状の甲縛式O.Sパッチガールを纏い戦うが、シルバのそれとは装備部位や形状が異なる。
シルバーアームズ
ワシの精霊シルバーウィング、ヘビの精霊シルバーロッド、リクガメの精霊シルバーシールド、コヨーテの精霊シルバーテイル、アメリカバイソンの精霊シルバーホーンの総称。前作ではシルバの持霊であったが、娘に受け継がれている。

### チームハオ
ハオ / 麻倉 葉王（あさくら はお）
声 - 高山みなみ
現在のシャーマンキングである麻倉家の祖先にして、花の伯父。当然ながらチームハオの神。
麻倉 葉羽（あさくら ヨハネ）
声 - 堀江瞬
2001年2月22日生まれ。B型。好物は豆乳。趣味は手芸。
「チームハオ」親衛隊長。裏・麻倉家の次期当主である眼鏡の少年。当初は花を殺すためにふんばりが丘を訪れるが、後に森羅学園2年A組に転入し花と付き添っている合間に親友になる。
性格は温厚だが、「麻倉本家を滅ぼす」という父・葉虚の野望には忠実。
幼少期からシャーマンとしての修行に明け暮れ、その甲斐あって高い能力を身に付けたが、元来虚弱体質だったために体力が持たず、実戦では今一歩その力が発揮しきれない面がある。また、学校に通わされず家族以外の他人との接触がなかったため、一般常識と社交性は共に低い。
持霊は人斬りの侍、朧大凶。傘を媒介に巨大な鉾のO.S月詠鉾（ツクヨミ）を使う。阿弥陀丸曰く、葉のO.S「S.O.S（スピリット・オブ・ソード）」と同じ力を持つらしい。
かつてハオが身に着けていた星マークのイヤリングの1つを所有しており、戦闘時には大凶の視界に合わせるため眼鏡を外してそれを右目の眼帯として使用する。
朧 大凶（おぼろ だいきょう）
声 - 伊藤健太郎
侍の霊で精霊化している。隻眼で、右眼に眼帯をつけている。
生前は新選組隊士であったが、彼が生きていた当時は既に刀は廃れ銃の時代へと移り変わっていた。死因はかつての戦友による射殺（酒に酔った勢いで維新政府に殴り込みをかけ返り討ちに遭った）。
阿弥陀丸よりも後の時代の新しい剣術を使うが、鍛錬はしたもののその技を実戦で活かす機会に恵まれなかったため、実戦経験豊富な阿弥陀丸には劣る。
伊吹 ガッコ（いぶき ガッコ）
声 - 鷄冠井美智子
2001年1月14日生まれ。O型。好物はアメリカンドッグ。趣味は夜の徘徊。
「チームハオ」対鬼師団長。F.O.M参加者に選ばれ、秋田県から上京した不良少年。千年前のハオの子孫にあたる。願いは「世界最強の男」になることだが、総監督であるアルミのことを良く思わず「完全に上から目線」と陰口を叩く。男性の様に振る舞うが、本名は伊吹岳子（いぶきがくこ）であり女性である。また、兄が二人と従兄弟が三人いる。
持霊はNAMA-HAGEのナマハで、なまはげを模した甲縛式O.Sオーガハンターを身にまとう。
ナマハ
声 - 植田千尋
少女の姿をした鬼の霊（なまはげ）。ガッコにはお節介焼きだがアルミに憧れている。普段は標準語だが、緊張すると訛る。
道 黽（タオ メン）
声 - 朴璐美
2007年9月13日生まれ。AB型。好物はミートソーススパゲティ。趣味は特訓。
道蓮とアイアンメイデン・ジャンヌの息子。ソフトクリームのような髪型が特徴の少年。仇討ちに現れた敵を（二度猶予を与えたとはいえ）躊躇なく返り討ちにしようとするなど、敵対者に容赦しない点は父親譲り。ただし、両親との約束により「誰も殺してはならない」ことを義務付けられており、敵に対しては重傷または気絶で済ませている。
両親のためにF.O.Mに参加すべく来日する。
持霊は馬孫とシャマシュ。NTによりシャマシュボーイとなる。
馬孫（バソン）
500年前から道家に仕え、生前は騎馬隊長をしていた武将。前作では蓮の持霊であったが、息子に受け継がれている。
シャマシュ
古代バビロンで信仰されていた法神・太陽神。前作ではジャンヌの持霊であったが、息子に受け継がれている。媒介はジャンヌが使用していたアイアンメイデンから取り外していた内部の棘。
道 潤（タオ ジュン）
蓮の姉にして黽の伯母。道家の抱える因縁を自分達の代で終わりにするため世界各地で奮闘する。紅紅との戦いで肉体の限界を迎えた白竜を失うが、祖父の道珍から受け継いだ四凶と共にF.O.Mに参戦する。
ペヨーテ
S.F.後は人生に絶望し自殺しようとしていたが、ハオからサンタ・ムエルテを持霊として与えられ自殺を防がれる。ラキストからハオの意向を伝えられ、F.O.Mに参加する決意をする。NTにより死の聖者エル・ムエルテとなる。
ラキスト・ラッソ
S.F.後はペヨーテ等の地上に帰った他のハオ組や転生したマルコの世話をしていた。仲間達にF.O.Mの開始日と開催地を説明する。最後はマルコ達を逃すために四聖獣と共に自爆した。
タリム
声 - 沖野晃司
パッチ族で旧シャーマンファイト十祭司の1人。旧十祭司は全員死亡しており、今は全員G.S.内部にてハオに仕える。これはハオの殺戮によるものではなく、新たなキングが登場するたびの慣例である。あの世のペリリュー島で「パッチズカフェ“豆”」という特別臨時出店「プチ修羅地獄店」を営業している。花たちの前に現れた羊介と激闘している間に店を破壊されてしまう。同族であるアルミとは面識がある模様。

### マルコス
旧X-LAWSのメンバーで構成された組織。チームヤービスに殺されたメイデンを救うために戦う。
マルコ・ラッソ
S.F.後、地上に戻らずG.S.内で修行し天使となる。その後天使の力を保ったまま人間に転生し少年天使となった。G.S.の大天国（ビッグヘブン）のコミューンで出会った大天使ミカエルとNTしミカマルコとなる。
リゼルグ・ダイゼル
MI6所属の立場からダレモイネについて知り、絶対に勝てないと判断したため、初めは旧X-LAWSのメンバーにF.O.Mに参加しないよう諭す。しかし、戦いを決して諦めない他のメンバーと共にマルコスの一員となる。
ハンス・ライハイト
マルコを探すために奔走するが、再会してからはアザゼルとのNTを習得しアズハンスとなる。
ライハイト 輝子（ライハイト てるこ）
ハンス・ライハイトの妻。本来の持霊はザ・ローファーだが、ガブリエルとのNTを習得しガブテルとなる。

### 裏・麻倉家
麻倉 路菓（あさくら ルカ）
声 - 小清水亜美
1997年9月9日生まれ。A型。好物は漬け物。趣味は将棋。
葉羽の姉。ロングヘアに長身の美少女。葉羽のサポート役として共にふんばりが丘を訪れ、後に万象高校3年2組に転入する。
性格は尊大だが、これは操られていた影響が大きい。根は優しく謙虚な部分もある。葉羽同様一般常識に乏しく、竜次からは中二病だと思われている。
持霊は2頭の狛犬、震電と雷電で、星型のステッキを媒介に山車のO.S天照山車（アマテラス）を使う。山車の形態の他に、山車を引く2頭を2足として立ち上がって歩行する機動神社歩行天照山車（アルク・アマテラス）への変形や、弟の葉羽のO.Sと連携、合体（祇園合体）させることで、O.S明星山鉾（ビグザレム）を形成することも可能。また、天照山車の本体である謎の霊の能力として、対象の巫力を無効化しO.Sを強制解除させる無無明怪光線を持つ。ヤービスからヤービス・メイダムという所有者の巫力を十倍にする霊を与えられている（この霊は鴨川が手駒を監視するためにも用いている）。
震電（しんでん）・雷電（らいでん）
声 - 宮園拓夢（震電）、観世智顕（雷電）
2頭の獅子（犬の精霊）。
麻倉 葉虚（あさくら ようきょ）
声 - 野島裕史
1960年2月10日生まれ。A型。好物はカッパ巻。趣味はプラモ。
路菓と葉羽の父で、裏・麻倉家の当主。京都の山奥に引きこもっている。
麻倉本家を滅ぼすために路菓、葉羽を育て上げた。何者かから支援を受け、手に入れた正体不明の霊を子供達に与え花のもとに差し向けたが、京都まで殴り込みをかけてきたたまおに成敗される。その後、トリムに持霊を奪われ、その際に商品を持ったまま店から出てしまい、万引きの容疑で逮捕されるが、蛇島により抹殺される。
持霊は式神祇園傀（ギオング）。

### ふんばり温泉
玉村 たまお（たまむら たまお）
声 - 水樹奈々
ふんばり温泉の女将代理にして、花の育ての親。平和のために世界を旅して回る葉たちの息子である花を預かり育て、アンナの代理としてふんばり温泉の留守を守っている。
かつては恥ずかしがり屋で引っ込み思案な少女だったが、強く美しく成長。麻倉家の先祖葉賢とサティ・サイガンによる特訓を経て神クラスのシャーマンになり（巫力41万だが初代アンナに教わった次元法によってその27倍の力を発揮出来る）、修験道における最高霊術である大天狗の使役をも成し遂げた。
高校時代に一時荒れ、花や竜、そして花組を心底恐怖させるほどの人物となった。 温泉を切り盛りしながらやんちゃな花やマイペースな花組をまとめあげている。
シャーマン能力をケンカなどに使う花に対しては「霊禁止」を言い渡しているが、あまり言うことを聞かないため手を焼いている。
花の曽祖父・麻倉葉明から「裏・麻倉家には気をつけろ」と警告を受けており、葉羽達の出現後は独自に調査を進めている。
持霊はポンチとコンチ、そして麻倉葉賢から受け継いだ大天狗。
ポンチ
声 - 宮園拓夢
麻倉家に仕えて400年の狸の精霊。
昔と比べると少しは大人しくなったように見える。
コンチ
声 - 観世智顕
麻倉家に仕えて400年の狐の精霊。
ポンチと同じく、昔に比べると少しは大人しくなっているように思われる。
大天狗
麻倉葉賢から受け継いだ修験道における究極の式神で、鉄拳を叩き込む「修験の極みを」は極めて強力なだけでなく、花や花組や各持霊などへの体罰としても使用されている。

梅宮 竜之介（うめみや りゅうのすけ）
声 - 田中正彦
ふんばり温泉の板前長にして花の兄貴分的存在。「木刀の竜」の通り名を持ち、S.F.では花の父である葉のチームメイトとして共に戦った。
巨大なリーゼント頭がトレードマーク。元々は仲間と共にふんばりが丘一帯を仕切る不良であったが、葉との出会いを経てシャーマンとなり今に至る。
S.F.終了後は、ふんばり温泉の板前長に就任。女将代理として奮闘するたまおからは信頼を置かれつつ、かつて敵であった花組とも上手くやっている模様。
蜥蜴郎（とかげろう）
声 - 高木渉
元は「春雨」を奪おうとした結果、阿弥陀丸に返り討ちに遭い死んだ盗賊の首領。一度は竜に取り憑いて阿弥陀丸への復讐を目論むが、その後紆余曲折を経て竜の誘いにより彼の持霊となった。前作での戦いの中で精霊進化している。
現在では持霊・友人として、竜の良きパートナー。

花組
ふんばり温泉の仲居3人組。前回のS.F.終了後、アンナによって客寄せのため無理矢理仲居としてスカウトされて今に至る。
服装や髪形が前回のS.F.時とは異なる。
カンナ・ビスマルク
声 - 遠藤さき
前作とは異なり、髪をまとめている。煙草は止めておらず、今でも喫煙者。
マリオン・ファウナ
声 - 真堂圭
前作とは異なり、髪型が後ろで2つに縛ったおさげになっている。
マチルダ・マティス
声 - 美波わかな
前作とは異なり、髪をジャックランタンのような大きな団子にして纏めている。

### チームヤービス
フラ・ヤービス
声 - 檜山修之
先代シャーマンキング。ユダヤ系のシャーマンで顔は巨大な双角を持つ頭蓋骨をかぶることで隠され、プロビデンスの目が付いた杖を持っている。自分が作り上げた「現代」をすでに理想世界だといい放ち、現代社会を作り変えようとするハオと敵対する。ダレモイネと呼ばれる地上実行部隊を用いて理想社会を実現させる。
鴨川 羊介（かもがわ ようすけ）
声 - 松岡禎丞
チームヤービスの大将として世界で暗躍する青年。一見20代の男性に見えるが、本人は花と同い歳だと語っている。過去にパッチ族の村を襲った張本人である。
本来はシャーマンですらなく、霊視能力すらYVSカードにより得たものである。
元は読切作品『ヤハべえ』（『シャーマンキング0』に収録）の主人公。
ヤービス
羊介の持霊ということになっているが、実体を持つ存在である。ゴーレムとも呼ばれている。通称ヤハべえ。
彼の持つ「ヤービスカード」はあらゆる神の力を網羅しており、その対価として示される金額を払えばまさしくどんな願いでも叶えられる。霊視能力自体の獲得、時間限定はあるがハオ同様の読心能力の獲得、巫力の増設、相手の記憶にあるO.S.を持霊なしで再現など従来の戦闘システムの根底を破壊するカードすら大量に登場している。しかも、その能力を利殖に使うことすら禁じておらず、使い手である洋介自身「全く何もかもばかげている」と評するほど。
ルドセブ・ミュンツァー
声 - 小野賢章
ふんばりが丘にて生花店「FLOWER SHOP MUNTZER」を経営している。アルミを居候させているが、当の彼女からは怪しまれている。理由は不明だがF.O.Mではチームヤービスに所属している。たまおにチームハオを解散し、YVSから身を引くよう忠告する。田村崎からゴーレムのデンスケを渡される。
セイラーム・ミュンツァー
声 - 下地紫野
ルドセブの妹。兄と一緒に働いている。田村崎からゴーレムのプロビンを渡される。
ブラックメイデン
声 - 井上麻里奈
2001年11月20日生まれ。A型。好物はプレッツェル。趣味はメタル。
黒髪とそばかすが特徴の陰気な少女。一人称は「オレ」で乱暴な口調。本名はニアエス・バージ。
持霊は道・アイアンメイデン・ジャンヌで、アイアンメイデンのマスク部「アイアンメイ面」を媒介としたO.Sジャンヌシュヴァルツを身にまとう。
道・アイアンメイデン・ジャンヌ（タオ・アイアンメイデン・ジャンヌ）
黽の母親。ブラックメイデン（実際には鴨川）に殺され、彼女の持霊になっている。
スピメア・ラッソ
ラキストの従姉であり、世界の戦争を操る武器商人の一族ラッソ家の人物。「悪魔嬢」の二つ名を持つ。銃弾を媒介にルシフェルをO.Sする。天使となったマルコの攻撃で右目と右腕を失う。ルシフェルの他にも多くの悪魔を持霊として従えており、その一人であるモロク（悪魔ナンバー369）をサティにNTさせミロク・モロクにした。また、自身もリリスとのNTによりリリス スピメアとなる。東大紅に代わりチームヤービスの新たな総監督に就任する。
ルシフェル
ダレモイネの中心的存在で、ラキストやルークの持つ機動天使の本体である本物の堕天使。魔王サタンとも呼ばれる。圧倒的な強さを誇る。
マスターMO（マスターモー）
「竜王」の二つ名を持つダレモイネのメンバー。名前の通り竜の様な姿をしている。NTによりイ龍神（いりゅうじん）となる。その正体は小山田萬純でありMOは本名のイニシャルに由来する。
フィリップ・M・ワイデン（フィリップ・モリアス・ワイデン）
「ドグラー」の二つ名を持ち、殿下と呼ばれている。大きな仮面を被っている。情報社会を操るメディア王。ダレモイネのメンバーだがチームギルガメスの大将でもある。
田村崎 緑（たむらざき みどり）
かつては小山田萬純の秘書だったが、現在は小山田財閥から独立して資産家となり、マスターMOの側近となっている。ヤハべえ等のゴーレムを製造する会社パープルソフトのCEOを務める。仲間内では「ミスターグリーン」と呼ばれている。
蛇島 夢路（へびしま ゆめじ）
表向きは警察官だがその正体はダレモイネの一員で、ラプトと呼ばれるトカゲ人間に変身する。かつてパッチ族殲滅に参加している。
ターバイン / モハメド・タバルスィー
かつてはハオの手下だったが現在は田村崎の部下となっている。花に温情をかけたトリムを花ごと抹殺しようとした。持霊は神クラスの霊であるジンで媒介は掌のランプ。
カドゥ
元はガンダーラのメンバーだが、チームBではなくヤービスに協力する。持霊はガネーシャ。
ユン・ナムカダ
チームヤービスのエースで、タイ出身の22歳の女性シャーマン。アニメ声優志望であり、カドゥに幼少からシャーマンとして育て上げられた。持霊はカーリー。NTによりユン・カーリーとなる。
小山田 まん太（おやまだ まんた）
父と同じくダレモイネの一員となっている。仲間内ではリルD（リトルドラゴン）とも呼ばれている。

#### テンプラ騎士団
フラ・ヤービスに仕えるパッチ族の先代十祭司。ヤービスの教えに改宗しテンプラ騎士団を名乗る（テンプル騎士団がフリーメイソンの原形であるという伝承がある）。全員恐竜時代の爬虫類の精霊を持霊にしている。
トリム
声 - 青森伸
テンプラ騎士団の神衛隊長（団長）。持霊はアンキロサウルスの精霊で、マチェーテを媒介にO.S.マチェーテドラゴンを使い戦う。普段はテンプラ騎士団の衣装に身を包むが映画マチェーテに登場する主人公マチェーテ（ダニー・トレホ）の様な格好をすることもある。
ジルコ
テンプラ騎士団No.2にして団長補佐。持霊はケツァルコアトルスの精霊でO.S.キャプテンウイングを使い戦う。
ガリ
テンプラ騎士団No.3にして団長補佐。持霊はスティギモロクの精霊でO.S.ナックルヘッドを使い戦う。
リン
テンプラ騎士団No.4。女性メンバー。
アルゴ
テンプラ騎士団No.5。腕にバックベアードのタトゥーを入れている。持霊はティラノサウルスの精霊でO.S.ビッグファングを使い戦う。
アエン
テンプラ騎士団No.6。持霊はステゴサウルスの精霊でO.S.カッティングエッジを使い戦う。
スズ
テンプラ騎士団No.7。女性メンバー。
カリホラ
テンプラ騎士団No.8。
クリプト
テンプラ騎士団No.9。前任者のハイドロ（500年前のハオ）の代わりに十祭司に入った。
テッツ
テンプラ騎士団No.10。女性メンバー。500年前の持霊は宇宙人の精霊グレイソーサーだった。

#### 東家
かつて民衆と共に道家を追放した中国のシャーマン一族。レッドクリムゾンという組織名を持つ。ダレモイネの一員としては世界中の自然災害を影で操っている。そのデザインは永紅と紅紅、刑天以外は作者の別作品の機巧童子ULTIMOからスターシステム的に流用されている。
東 須紅（ドン スホン）
四聖獣の祖父で持霊は麒麟（ジイリン）。
東 大紅（ドン デホン）
東家の長兄で持霊は朱雀（ジューチェ）。人工NTにより超神童大朱雀（デジューチェ）となる。
東 慶紅（ドン ケイホン）
道家の次兄で持霊は玄武（シェンウー）。人工NTにより超神童大玄武（ダーシェンウー）となる。
東 永紅（ドン ヨンホン）
東家の三男で持霊は白虎（パイフー）。人工NTにより超神童大白虎（ダーパイフー）となる。
東 狭紅（ドン シャホン）
東家の長女で持霊は青龍（チンロン）。人工NTにより超神童大青龍（ダーチンロン）となる。
東 紅紅（ドン ホンホン）
東家の末娘で持霊は刑天。瓢箪を媒介にO.S戦車漢（ザンツァハン）を操る。

### チームB
Mr.B
G8の一人でガンダーラの起点となった2500年前のシャーマンキング。
生前広めた教えがヤービスによって改変され、プロパガンダに利用されている現状を良く思ってはいないが、F.O.Mへの参戦に対しては消極的。しかしコメリが奮起した事で彼女を大将として認め、辞退を撤回した。
コメリ・ハーダグリ
チームBの大将。壊滅したガンダーラの生き残りの一人で、ヤービスに召集され単身京都へと向かったサティの後を追い渡日した。
その後はたまおの計らいによって半ば保護という形で麻倉家に身を寄せていたが、スピメアの配下として悪魔と成り果てたサティと再会し、謝罪と別れを告げられると彼女の意思を継ぎネオガンダーラの総裁となる事を宣言、チームBとしてF.O.Mへの参戦を表明する。

### チームギルガメス
ギルガメス
G8の一人。

### チームココ・ア・カカ
ココ・ア・カカ
G8の一人で南米出身の1000年前のシャーマンキング。ヤービスから離反し、インカ・マヤ・アステカ大連合を率いてF.O.Mに参戦する。
ホロホロ / 碓氷 ホロケウ（うすい ホロケウ）
道蓮に借金をするために道家を訪れた際に東家との戦いに巻き込まれF.O.Mに参加することとなる。
チョコラブ・マクダネル
ずっと追いかけていたココ・ア・カカと南米で接触することに成功し、アフリカにいたホロホロ、オパチョと合流してF.O.Mに参加する。
オパチョ
かつてはハオの手下だったが、S.F後に交流があったホロホロと共にF.O.Mに参加する。

### その他の人物
一原 竜次（いちはら りゅうじ）
声 - 三宅健太
万象高校3年2組の不良学生。先端が上向きにU字になったリーゼントと割れたアゴが特徴の巨漢で、伝説の不良「二代目」木刀の竜を名乗り、西東京制覇を目指している。得物は鎌倉土産の木刀「赤兎馬（せきとば）」。
ケンカで花に敗れた後、転入してきた路菓に一目惚れし、彼女の願いを聞いて仲間を引き連れ花を襲撃する。その際霊視能力に目覚めたことで霊とシャーマンの存在を知る。不良の先輩である竜之介とたまおを尊敬している。
桜井 咲太郎（さくらい さくたろう）
声 - 小山力也
日本海軍第309海軍航空隊所属。戦闘801飛行隊少尉。戦時中の軍用飛行機のパイロットだったが、死亡後もそれを受け入れられず、G.S.内のコミューン「プチ修羅地獄」に流れ着き、敵軍との終わらない戦いを独りで続けていた。ハオにより送られてきた花と出会い、行動を共にすることになる。
元は作者の過去の読切作品『デスゼロ』の主人公である。
青梅 戒造（おうめ かいぞう）
かつて太平洋戦争中に桜井を殺した人物。自身を媒介に鬼をO.S.し戦艦大和となる。
森村 仁（もりむら ひとし）
戒造が住む村の警官。あだ名はモリソン。蛇島に片目を奪われる。
ルーク・ラッソ
ラキストの祖父。YVSを離反し対抗組織ヘブンズゲートを創設していた。ルシフェルから作った機動天使を持霊に戦うが戒造に殺された。
イトゥン・ヤオ・カドゥJr.
カドゥの息子で、ダレモイネに屈した父に反発し家出する。持霊はシヴァでNTによりI・Y・Kシヴァとなる。チームハオに亡命を希望する。
シヴァ
霊力1億2000万級の神クラスの霊。絶大な力を持ち、カドゥと共にガンダーラを壊滅させた。サティのダイニチと同じくルシフェルの欠片の一つ。
中泉 八雲（なかいずみ やくも）
京都で宿坊「知出坊（ちいづぼう）」を営む人物。元ガンダーラのメンバーでサティ・サイガン最後の弟子。持霊はアシュラで無無明亦無も使える。NTによりアシュラージャンとなる。花たちを宿泊させた後何者かにより殺害される。
ウランウラン
500年前のパッチ族族長。持霊はビッグチーフ。
東 雪（ドン シュエ）
四聖獣の母。現在は永紅の手により白虎の感覚操作で眠りについている。
田局長（テン ジュヂャン）
レッドクリムゾンの一員で、東一族の分家である田家のボス。表向きは不動産会社を経営するが正体はマフィアである。キョンシーを操る。
猿奇（エンキ）
レッドクリムゾンの一員。道潤に殺されるが田局長によりキョンシーにされる。
麻倉 葉（あさくら よう）
声 - 日笠陽子
前作の主人公。花の父。世界を回る旅に出ているとされていたが、チームギルガメスの大将ワイデンの補佐となっていた。
持霊は前作でも使用した五大精霊の一つS.O.E（スピリット・オブ・アース）で、NTによりジ・アースとなる。
麻倉 アンナ（あさくら アンナ）
声 - 林原めぐみ
花の母。旧姓は恐山（きょうやま）。葉と共にワイデンの補佐となっている。

## 用語解説

### 基本用語
基本的な世界設定に関しては「シャーマンキング」の項目を参照。
シャーマンキング
グレートスピリッツを持霊とし、この世の森羅万象を司る地球の王。
本作においてはシャーマンキングとは現王一人のみを指すとは限らず、過去のシャーマンキング達もG.S.内のシャーマンキングのコミューンに存在し続けている。
ジーエイト(G8)
直近8人の歴代シャーマンキング達。ハオ自身＋7人で構成され、7人の先代のうち三名が反対すればF.O.Mは開催される。2500年前の釈迦や2000年前のイエス・キリストもその時代のシャーマンキングだったためG8として存在している。
参加チーム
チームハオ
その名の通り、現在のシャーマンキングであるハオのチーム。大将は麻倉花。
チームヤービス(YVS)
ハオへの敵対を表明している先代シャーマンキング、フラ・ヤービスの一派。現在の資本主義社会を作り上げた存在である。
チームB
2500年前のシャーマンキングMr.Bのチーム。
チームギルガメス
シャーマンキングギルガメスのチーム。フィリップ・M・ワイデンを大将とする。
ニュートランス(NT)
F.O.M出場において最低条件とも言えるシャーマンの最終形態。憑依合体でもO.Sでもない第三の力。この世の裏側にある高次元にて霊とシャーマンの魂を融合させ、新たな肉体を形成してこちらの世界に転生させる技術。シャーマンの肉体が滅ぶまで二度とその契約は破棄出来ない。

### フラワーオブメイズ(F.O.M)
現行神ハオの運営が否定され、互いの主張を正当化するためにG8によって開催が決められた「神々の代理戦争」。各シャーマンキングに選ばれたシャーマン同士が戦う。
ルールと用語
神
当然各チームのシャーマンキングがこれを務める。大将1名とリーダー4名を指名する権利がある。一度選んだ大将とリーダーは死亡が原因であっても取り替えられない。やる気のない人物を指定しても意味が無いため選ばれたシャーマン側に拒否権はある。なお、人数に上限を設けるのは古い宗教ほど信徒が多いゆえに有利という事態を避けるためである。
大将
各チーム一名のみ選ばれる。各ステージごとに補佐となるシャーマンを二人連れてきて良い。ステージごとに補佐は入れ替え可能。
リーダー
各チーム4人選ばれる。各ステージごとにリーダー一人につき3人の兵を連れてきて良い。ステージごとに兵は入れ替え可能。
きせきのほうび
各シャーマンキングが良いという範囲で、優勝チームのメンバーはひとつ願いを叶えてもらえる。
死者蘇生の禁止
一度F.O.Mが開催されれば死者蘇生は禁止される。あくまで開催以後であり、開催前に死亡と蘇生を繰り返し巫力の底上げを行うのはなんら禁止されていない。

### 麻倉家関連
麻倉家
平安時代の大陰陽師麻倉葉王を始祖とする、出雲に本家を持つシャーマンの名門。
現在の当主は花の父、麻倉葉で、花は次期当主。
1000年前から500年に一度シャーマンファイトのために転生し、「シャーマンキングとなって人を滅ぼす」という目的を持った始祖たる葉王の野望を阻止することを重要な使命としていた。前作での戦いでは、ハオがシャーマンキングになることは阻止出来なかったが、葉たちの活躍によってシャーマンキングになったハオに「残された時間で自分たちが人を変えられるかどうか見届けさせる」ことを認めさせた。
裏・麻倉家
麻倉葉王の末裔を名乗り、その正統な後継者を称する家系。京都を拠点としている。
麻倉本家を滅ぼし、現当主を依り代にして葉王を蘇らせることを悲願としている。
1000年にわたる恨み故に高い巫力を得たらしい。

## 書誌情報

### シャーマンキングFLOWERS

#### 集英社
- 武井宏之『シャーマンキングFLOWERS』集英社〈ヤングジャンプコミックス〉、全6巻
  1. 2012年8月10日発売[17][18]、ISBN 978-4-08-879414-3
  2. 2012年12月10日発売[19]、ISBN 978-4-08-879493-8
  3. 2013年5月10日発売[20][21]、ISBN 978-4-08-879556-0
  4. 2013年10月10日発売[22][23]、ISBN 978-4-08-879660-4
  5. 2014年5月9日発売[24]、ISBN 978-4-08-879794-6
  6. 2014年12月19日発売[25]、ISBN 978-4-08-879895-0

#### 講談社
- 武井宏之『シャーマンキングFLOWERS』講談社〈マガジンエッジKC〉、全6巻
  1. 2021年7月15日発売[26][27]、ISBN 978-4-06-524156-1
  2. 2021年7月15日発売[26][28]、ISBN 978-4-06-524566-8
  3. 2021年8月17日発売[29]、ISBN 978-4-06-524301-5
  4. 2021年8月17日発売[30]、ISBN 978-4-06-524302-2
  5. 2021年9月16日発売[31]、ISBN 978-4-06-524773-0
  6. 2021年9月16日発売[32]、ISBN 978-4-06-524776-1

### SHAMAN KING THE SUPER STAR
- 武井宏之 『SHAMAN KING THE SUPER STAR』 講談社〈マガジンエッジKC〉、全10巻
  1. 2018年11月15日発売[33][34]、ISBN 978-4-06-513666-9（通常版） / ISBN 978-4-06-514052-9（限定版）
  2. 2019年8月16日発売[35]、ISBN 978-4-06-516899-8
  3. 2019年12月17日発売[36]、ISBN 978-4-06-517995-6
  4. 2020年6月17日発売[37]、ISBN 978-4-06-519788-2
  5. 2021年2月17日発売[38]、ISBN 978-4-06-521391-9
  6. 2022年8月17日発売[39]、ISBN 978-4-06-528879-5
  7. 2023年7月14日発売[40]、ISBN 978-4-06-532407-3
  8. 2023年12月15日発売[41]、ISBN 978-4-06-534188-9
  9. 2024年11月8日発売[42]、ISBN 978-4-06-537397-2
  10. 2025年1月8日発売[43]、ISBN 978-4-06-538076-5

## テレビアニメ
2021年から2022年まで放送されたテレビアニメ『SHAMAN KING』の最終話にて、花を中心とした続編の制作が発表された。『SHAMAN KING FLOWERS』のタイトルで、2024年1月から4月まで、テレビ東京系列ほかにて放送された。

### スタッフ
- 原作 - 武井宏之[47]
- 監督 - 古田丈司[47]
- シリーズ構成 - 米村正二[47]
- キャラクターデザイン - 山本真夕子[47]
- オーバーソウルデザイン - 飯泉俊臣[47]、陸田聡志[47]
- アクション作画監督 - 高瀬健一
- プロップデザイン - 柴田ユウジ[47]
- 色彩設計 - 大塚奈津子[47]
- 美術監督・美術設定 - 木村仁哉[47]
- 撮影監督 - 川瀬輝之[47]
- 編集 - 坂本久美子[47]
- 音響監督 - 三間雅文[47]
- 音楽 - 林ゆうき[47]
- 音楽制作 - キングレコード[47]
- プロデューサー - 大和雅恵、角田玲奈、矢田晶子、増田夏永、斎藤譲、李尚鎭
- アニメーションプロデューサー - 飯島弘志、角田章
- アニメーション制作 - ブリッジ[47]
- 製作 - SHAMAN KING FLOWERS Project.

### 主題歌
「Turn the World」
水樹奈々によるオープニングテーマ。作詞はヨシダタクミ(saji)と水樹奈々、作曲はサカノウエヨースケ(Blue Bird's Nest)、編曲は日比野裕史と渡辺徹(Blue Bird's Nest)。
「ディア・パンタレイ」
上坂すみれによるエンディングテーマ。作詞は真崎エリカ、作曲は本多友紀(Arte Refact)、編曲は水野谷怜(Arte Refact)。

### 各話リスト
| 話数   | サブタイトル                     | 脚本     | 絵コンテ          | 演出                | 作画監督                                     | 総作画監督        | 初放送日       |
| ------ | -------------------------------- | -------- | ----------------- | ------------------- | -------------------------------------------- | ----------------- | -------------- |
| 第1廻  | 麻倉 VS 裏麻倉                   | 米村正二 | 古田丈司          | 佐野聡彦            | 犬塚政彦 佐野聡彦 岩井亮太                   | 犬塚政彦          | 2024年 1月10日 |
| 第2廻  | 西東京擬音祭り                   | 志茂文彦 | 佐々木萌 戸川克洋 | 佐藤ちゃこ          | 小見川美穂                                   | 飯泉俊臣 睦田聡志 | 1月17日        |
| 第3廻  | 帰ってきたおシャマなシャーマン   | 田中仁   | 四ノ宮春          | 篠原准              | 柴田ユウジ 村上直紀 糸島雅彦 外山陽介 森悦史 | 柴田ユウジ        | 1月24日        |
| 第4廻  | 喪失感                           | 古田丈司 | 中村侑登          | 中村侑登            | 佐々木瞳 北島勇樹 川辺雄介                   | 陸田聡志          | 1月31日        |
| 第5廻  | ショッキングモール               | 米村正二 | 北村翔太郎        | 北村翔太郎          | 犬塚政彦 へばらぎ                            | 犬塚政彦          | 2月7日         |
| 第6廻  | 鬼、河原に寝込む                 | 志茂文彦 | 佐野聡彦          | 前園文夫            | 飯泉俊臣 内藤圭 長坂綾子                     | 飯泉俊臣          | 2月14日        |
| 第7廻  | 鬼、鳴動                         | 田中仁   | 佐野聡彦          | 佐野聡彦            | 村上直紀 糸島雅彦 岩井亮太 岡垣優 佐野聡彦   | 柴田ユウジ        | 2月21日        |
| 第8廻  | フラワー・オブ・なんちゃら       | 古田丈司 | 古田丈司          | 山内東生雄          | 高木潤 C.J.T                                 | 睦田聡志 飯泉俊臣 | 2月28日        |
| 第9廻  | 同い年〜オレと親父とおじさんが〜 | 米村正二 | 古田丈司          | 中村侑登            | 犬塚政彦 へばらぎ                            | 犬塚政彦          | 3月6日         |
| 第10廻 | 亡零の島                         | 志茂文彦 | 佐々木萌          | 佐藤ちゃこ 佐々木萌 | 小見川美穂 戸川克洋                          | 飯泉俊臣          | 3月13日        |
| 第11廻 | 黒の乙女                         | 田中仁   | 北村翔太郎        | 駒井克行            | 村上直紀 糸島雅彦 外山陽介 森悦史            | 柴田ユウジ        | 3月20日        |
| 第12廻 | なんとなく？                     | 古田丈司 | 古田丈司          | 吉本雅一            | 小島えり                                     | 陸田聡志          | 3月27日        |
| 第13廻 | 愛だ!!!                          | 米村正二 | 古田丈司          | 佐野聡彦            | 佐野聡彦 岩井亮太                            | 犬塚政彦          | 4月3日         |

### 放送局
| 放送期間                   | 放送時間                     | 放送局                               | 対象地域                                                    | 備考                      |
| -------------------------- | ---------------------------- | ------------------------------------ | ----------------------------------------------------------- | ------------------------- |
| 2024年1月10日 - 4月3日     | 水曜 0:00 - 0:30（火曜深夜） | テレビ東京（製作参加） ほか系列全6局 | 北海道・関東広域圏・愛知県・ 大阪府・岡山県・香川県・福岡県 |                           |
|                            | 水曜 0:30 - 1:00（火曜深夜） | BSテレ東                             | 日本全域                                                    | BS/BS4K放送               |
| 2024年1月12日 - 4月5日     | 金曜 20:00 - 20:30           | AT-X                                 | 日本全域                                                    | CS放送 / リピート放送あり |
| 全放送局で字幕放送を実施。 |                              |                                      |                                                             |                           |

| 配信開始日    | 配信時間                     | 配信サイト |
| ------------- | ---------------------------- | --- |
| 2024年1月10日 | 水曜 0:30（火曜深夜） 更新   | アニメタイムズ dアニメストア （本店・ニコニコ支店・for Prime Video） Lemino |
| 2024年1月14日 | 日曜 0:00（土曜深夜） 更新   | Netflix U-NEXT アニメ放題 バンダイチャンネル YouTube TELASA J:COM STREAM milplus auスマートパスプレミアム ABEMAビデオ DMM TV Amazon Prime Video Hulu ネットもテレ東 TVer ニコニコチャンネル [ 54 ] FOD クランクイン！ビデオ |
|               | 日曜 0:00 - 0:30（土曜深夜） | ABEMA [ 55 ] ニコニコ生放送 [ 54 ] |
|               | 日曜 12:00 更新              | HAPPY!動画 |
| 2024年1月15日 | 月曜 12:00 更新              | ふらっと動画 |
| 2024年1月16日 | 火曜 12:00 更新              | ムービーフルPlus |

### Blu-ray BOX
| 巻  | 発売日        | 収録話         | 規格品番     |
| --- | ------------- | -------------- | ------------ |
| BOX | 2024年4月24日 | 第1話 - 第13話 | KIZX-90640/4 |

### Webラジオ
日笠陽子（麻倉花 役）がパーソナリティーを務めるラジオ番組『ラジオ『SHAMAN KING』“ことだまモード”FLOWERS』が、2024年1月13日から4月6日まで文化放送の超!A&G+にて毎週土曜日に配信された。KING AMUSEMENT CREATIVEの公式YouTubeチャンネルにてアーカイブ配信も行われている。
ゲスト
- 第1廻 - 第4廻：堀江瞬（麻倉葉羽 役）
- 第5廻・第6廻：水樹奈々（玉村たまお 役）
- 第7廻・第8廻：上坂すみれ（アルミ・ニウムバーチ 役）
- 第9廻・第10廻：植田千尋（ナマハ 役）
- 第11廻 - 第13廻：鷄冠井美智子（伊吹ガッコ 役）

| テレビ東京 水曜 0:00 - 0:30（火曜深夜）                                                                          | テレビ東京 水曜 0:00 - 0:30（火曜深夜）                                                 | テレビ東京 水曜 0:00 - 0:30（火曜深夜）            |
| 前番組 | 番組名                                                                                  | 次番組                                             |
| --- | --------------------------------------------------------------------------------------- | -------------------------------------------------- |
| 東京リベンジャーズ 天竺編 （2023年10月4日 - 12月27日） - ※AT-X・毎日放送製作参加 - ※本作品のみローカルセールス枠 | SHAMAN KING FLOWERS （2024年1月10日 - 4月3日） - ※ここからテレビ東京系列全6局同時ネット | 忘却バッテリー（第1期） （2024年4月10日 - 7月3日） |